# Солдатский переулок (Санкт-Петербург)
Солда́тский переу́лок — переулок в Центральном районе Санкт-Петербурге. Проходит от улицы Восстания до улицы Радищева.

## История
С 1798 года назывался Путятинским. В те времена он шёл от улицы Чехова до улицы Радищева.
С 1821 по 1830 год назывался Пекарским или Пекарным.
Со 2-й половины XVIII века получил сегодняшнее название по Солдатской слободке, в которой располагались казармы лейб-гвардии Преображенского полка. В 1954—1957 годах в доме 3, квартира 5 (3-й этаж) жил художник Евгений Михнов-Войтенко.

## Достопримечательности
- Дом № 1/23, лит. А — доходный дом А. П. Романова, 1902—1903, архитектор Борис Зонн. Здание выполнено в эстетике модерна с элементами готического стиля. В 2021 году дом был включён в единый государственный реестр в качестве объекта культурного наследия регионального значения[2].